# Flemingsburg
Flemingsburg és una població dels Estats Units a l'estat de Kentucky. Segons el cens del 2000 tenia 3.010 habitants.

## Demografia
Segons el cens del 2000, Flemingsburg tenia 3.010 habitants, 1.294 habitatges, i 821 famílies. La densitat de població era de 455,8 habitants/km².
Dels 1.294 habitatges en un 29,3% hi vivien nens de menys de 18 anys, en un 45,5% hi vivien parelles casades, en un 14,8% dones solteres, i en un 36,5% no eren unitats familiars. En el 33,9% dels habitatges hi vivien persones soles el 18,2% de les quals corresponia a persones de 65 anys o més que vivien soles. El nombre mitjà de persones vivint en cada habitatge era de 2,25 i el nombre mitjà de persones que vivien en cada família era de 2,87.
Per edats la població es repartia de la següent manera: un 23,3% tenia menys de 18 anys, un 7,9% entre 18 i 24, un 25,2% entre 25 i 44, un 23,2% de 45 a 60 i un 20,5% 65 anys o més.
L'edat mediana era de 41 anys. Per cada 100 dones de 18 o més anys hi havia 74,1 homes.
La renda mediana per habitatge era de 23.708 $ i la renda mediana per família de 33.365 $. Els homes tenien una renda mediana de 26.550 $ mentre que les dones 21.165 $. La renda per capita de la població era de 14.914 $. Entorn del 15% de les famílies i el 19% de la població estaven per davall del llindar de pobresa.

## Poblacions més properes
El següent diagrama mostra les poblacions més properes.